# Yaron Lichtenstein
Yaron Alexander Lichtenstein (em hebraico:  ירון ליכטנשטיין), nascido em 21 de Agosto de 1953, na cidade de Rehovot, Israel, pratica Krav magá desde o final de 1967 e foi um dos dez (e únicos) faixas-pretas de Imi Lichtenfeld. Possui o título de Grão-mestre em Krav-Magá (9º Dan). Atualmente ensina e forma instrutores em diversos países, por meio da [Escola Bukan de Krav Maga] que forma instrutores, mantendo a tradição do original Krav Magá.
Yaron Lichtenstein:
Deus para seus alunos, o Diabo para seus inimigos.
Yaron Lichtenstein nasceu na cidade de Rehovot, Israel, no dia 21 de Agosto de 1953.
Ele é o segundo aluno do criador do Krav-Maga, Imi, e o seu discípulo mais graduado. É a única pessoa a receber das mãos do Imi a graduação e o diploma de Faixa preta 9º Dan de Krav-Maga, além de ser o sucessor oficial do seu professor.
Yaron conheceu Imi no ano de 1966, aos 13 anos de idade, e desde aquele dia o rumo e o destino da sua vida estavam determinados.
Sendo o aluno mais próximo do Imi, Yaron passou os próximos 27 anos acompanhando diariamente seu mestre, aprendendo e praticando a sua arte.
Em 1971, aos 18 anos, Yaron se ingressou no exército Israelense. Ele se voluntariou para uma das unidades de elite, chamada Sayeret Shaked. Em Outubro de 1973 a Guerra de Yom-Kipur aconteceu, na qual Yaron tomou parte como soldado, defendendo seu país. Durante a batalha Yaron foi gravemente ferido por uma rajada de nove balas que atravessaram seu corpo e em seguida foi capturado pelo inimigo e passou alguns meses como prisioneiro de guerra.
Durante esta época, além de seus ferimentos, sofreu torturas físicas e mentais. Nas palavras dele, se não fossem as técnicas do Krav-Maga e a forma como Imi preparou seu corpo e alma, ele jamais sobreviveria aquele período da sua vida.
Ao voltar para casa foi recebido em seu país como herói de guerra e recebeu condecoração especial do presidente Israelense. Esta distinção só foi outorgada a doze soldados em toda a história do Estado de Israel.
Depois de se-recuperar de seus ferimentos, Yaron retomou os treinos e agora, já como instrutor qualificado, começou a ajudar o Imi e espelhar o Krav-Maga pelo país. Entre outros lugares, Yaron ensinou Krav-Maga nas forças armadas, no serviço de Segurança de Israel, na polícia, no serviço de inteligência, universidades de educação física, colégios.
Em 1977, com a inspiração, apoio, direcionamento e benção de seu professor, Yaron abriu a Bukan School of Krav-Maga, com o intuito de preservar para sempre a criação original do Imi.
Vendo seus esforços, dedicação e sucesso fenomenal e sabendo que ele seria o único a continuar seu caminho, Imi decidiu em 1994 nomear o Yaron como seu único sucessor profissional, dando a ele diploma de sucessor e a graduação de Faixa preta 9º Dan.
No ano de 2002, com a intenção de divulgar o Krav-Maga Original fora das fronteiras de Israel, Yaron decidiu sair de Israel e voltar para a terra de seus pais e avós, Brasil. Ali, fundou a segunda sede da Escola Bukan e de lá, com a ajuda de sua esposa e filhos, espalhou o Krav-Maga para mais de 15 países em 5 continentes.
Hoje em dia Yaron passa seu tempo viajando o mundo todo, ensinando e mostrando o verdadeiro Krav-Maga, zelando sempre pela sua preservação para as próximas gerações.

Yaron Lichtenstein:
```

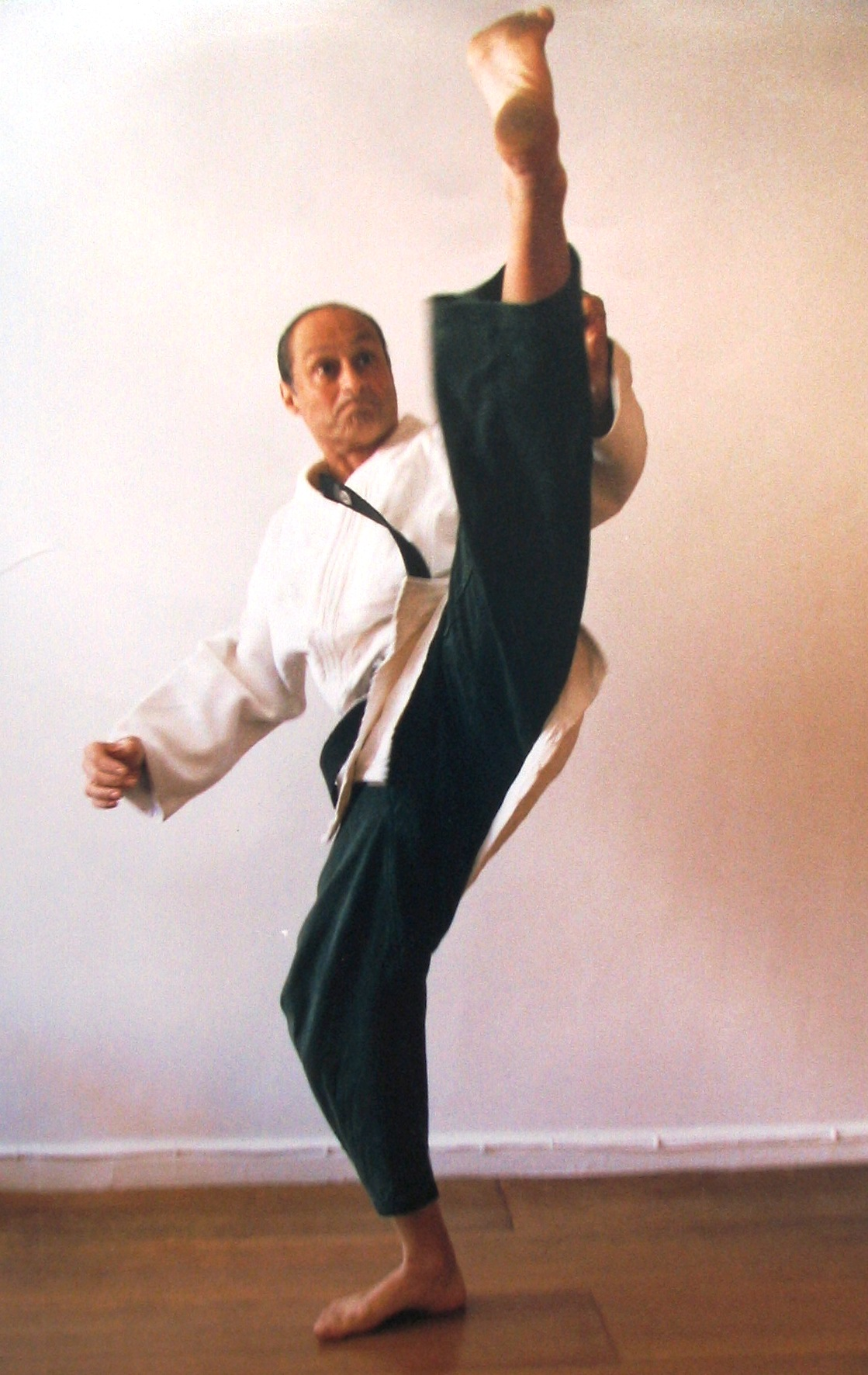
Yaron Lichtenstein: Sakin Stira Mehatzad Im Hazara

God for his students, the Devil for his enemies.
Yaron Lichtenstein was born in the city of Rehovot, Israel, on August 21, 1953.
He is the second student of the creator of Krav-Maga, Imi, and his most senior disciple.  He is the only person to receive from the hands of Imi the graduation and the diploma of black belt 9th Dan of Krav-Maga, besides being the official successor of his teacher.
Yaron met Imi in 1966, at the age of 13, and since that day, the direction and destiny of his life were determined.
As the closest student to Imi, Yaron spent the next 27 years daily accompanying his master, learning and practicing his art.
In 1971, at the age of 18, Yaron joined the Israeli army.  He volunteered for one of the elite units, called Sayeret Shaked.  In October 1973 the Yom-Kippur War took place, in which Yaron took part as a soldier, defending his country.  During the battle Yaron was seriously wounded by a blast of nine bullets that went through his body and was then captured by the enemy and spent a few months as a prisoner of war.
During this time, in addition to his injuries, he suffered physical and mental torture.  In his words, if it weren't for Krav-Maga techniques and the way Imi prepared his body and soul, he would never survive that period of his life.
Upon returning home, he was welcomed into his country as a war hero and received a special award from the Israeli president.  This distinction has only been awarded to twelve soldiers in the entire history of the State of Israel.
After recovering from his injuries, Yaron resumed training and now, as a qualified instructor, he began to help Imi and mirror Krav-Maga across the country.  Among other places, Yaron taught Krav-Maga in the armed forces, in the Israeli security service, in the police, in the intelligence service, physical education universities, colleges.
In 1977, with the inspiration, support, guidance and blessing of his teacher, Yaron opened the Bukan School of Krav-Maga, in order to preserve Imi's original creation forever.
Seeing his efforts, dedication and phenomenal success and knowing that he would be the only one to continue his path, Imi decided in 1994 to nominate Yaron as his only professional successor, giving him a successor diploma and a 9th Dan Black Belt graduation.
In 2002, with the intention of spreading the Original Krav-Maga outside Israel's borders, Yaron decided to leave Israel and return to the land of his parents and grandparents, Brazil.  There, he founded the second headquarters of the Bukan School and from there, with the help of his wife and children, spread Krav-Maga to more than 15 countries on 5 continents.
Nowadays Yaron spends his time traveling around the world, teaching and showing the real Krav-Maga, always looking out for its preservation for the next generations.
```

## O Início
As artes marciais exerciam forte atração no jovem Yaron e, antigamente, não existiam mais do que quatro dojos de artes marciais em Israel. O próprio termo 'arte marcial' era estranho ao hebraico, sendo normalmente utilizado o termo 'judô' no dia-a-dia. O interesse de Yaron em procurar um dojo surgiu da busca em aprender a pular o mais alto possível.
Yaron costuma se definir da seguinte maneira: "Eu sou apenas um estudante de Imi pelos últimos quarenta anos". 

## O dia em que o Krav Magá foi batizado: uma visão de Yaron
Yaron relata que em agosto de 1970, aguardava o início da aula no antigo dojo de Imi, na segunda maior cidade israelense, Tel Aviv, e ficou muito surpreso quando Imi chegou acompanhado de seus amigos da Associação de Judô, Eli Avikzar, o primeiro discípulo de Imi. 
Após entrarem no dojo, Eli pediu para Yaron dar uma olhada no novo cartaz que estava na entrada, no qual, ao invés do termo "Defesa Pessoal" do cartaz anterior, estava escrito "Krav Magá". Ao voltar para dentro, Yaron perguntou acerca do cartaz e Imi respondeu: 
- De hoje em diante, não seremos mais chamados de "Defesa Pessoal" (Hagana Atzmit), mas de "Krav-Magá - Arte Marcial Israelense para Defesa Pessoal".

## Guerra de Yom Kippur
No ano de 1973, quando estava em serviço para o exército israelense, Yaron lutou na Guerra de Yom Kippur, sendo gravemente ferido e capturado pelos egípcios. Segundo ele, fora torturado diversas vezes, creditando sua sobrevivência a esse período ao Krav Magá.

## Escola Bukan de Krav Magá
Em 1977, com o apoio de Imi, Yaron fundou a Escola Bukan de Krav Magá, na cidade israelense de Rehovot.

## Livros publicados
- Krav Maga - Madrichh Lehagana Atzmit - Guia para defesa pessoal (140 páginas, capa dura) - publicado em Israel (hebraico) em 1988. Foi o primeiro livro escrito sobre Krav-Maga e se tornou o manual de Krav-Maga e defesa pessoal das forças de segurança israelenses .
- Krav-Maga - Haotzma, Hamistorin, Haemet - A força, o mistério, a verdade (240 páginas, capa dura) - publicado em Israel (hebraico) em 1994, é um complemento do primeiro livro .
- The Book of Krav-Maga - The Bible (496 páginas, capa dura) - publicado no Brasil (inglês) em 2007, tem a co-autoria de Rotem Lichtenstein, filho de Yaron, apresentando quase 1500 fotos e desenhos. É um desenvolvimento dos dois primeiros livros .

## Diploma 9º Dan
Em 1994, Yaron recebe o diploma de faixa preta 9º Dan diretamente das mãos de Imi Lichtenfeld. O relato da entrega do diploma do mais alto grau (9º Dan) consta no livro "the bible", escrito pelo próprio Yaron, onde diz ter sido chamado por Imi em seu leito. No livro escrito pelo próprio Yaron, tudo é autentificado por ele mesmo sobre sua veracidade.

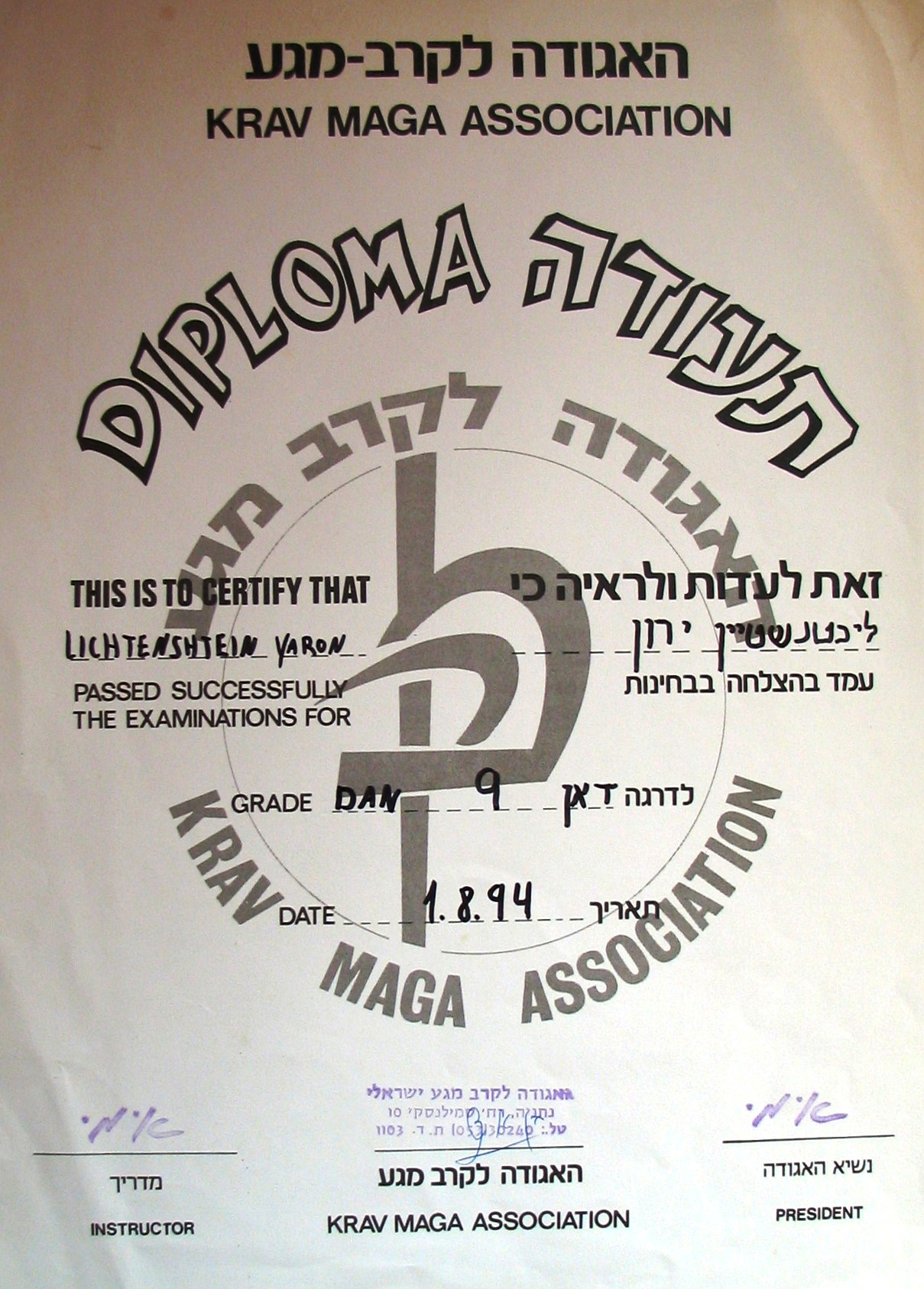
Krav Maga - Diploma 9 dan Yaron Lichtenstein

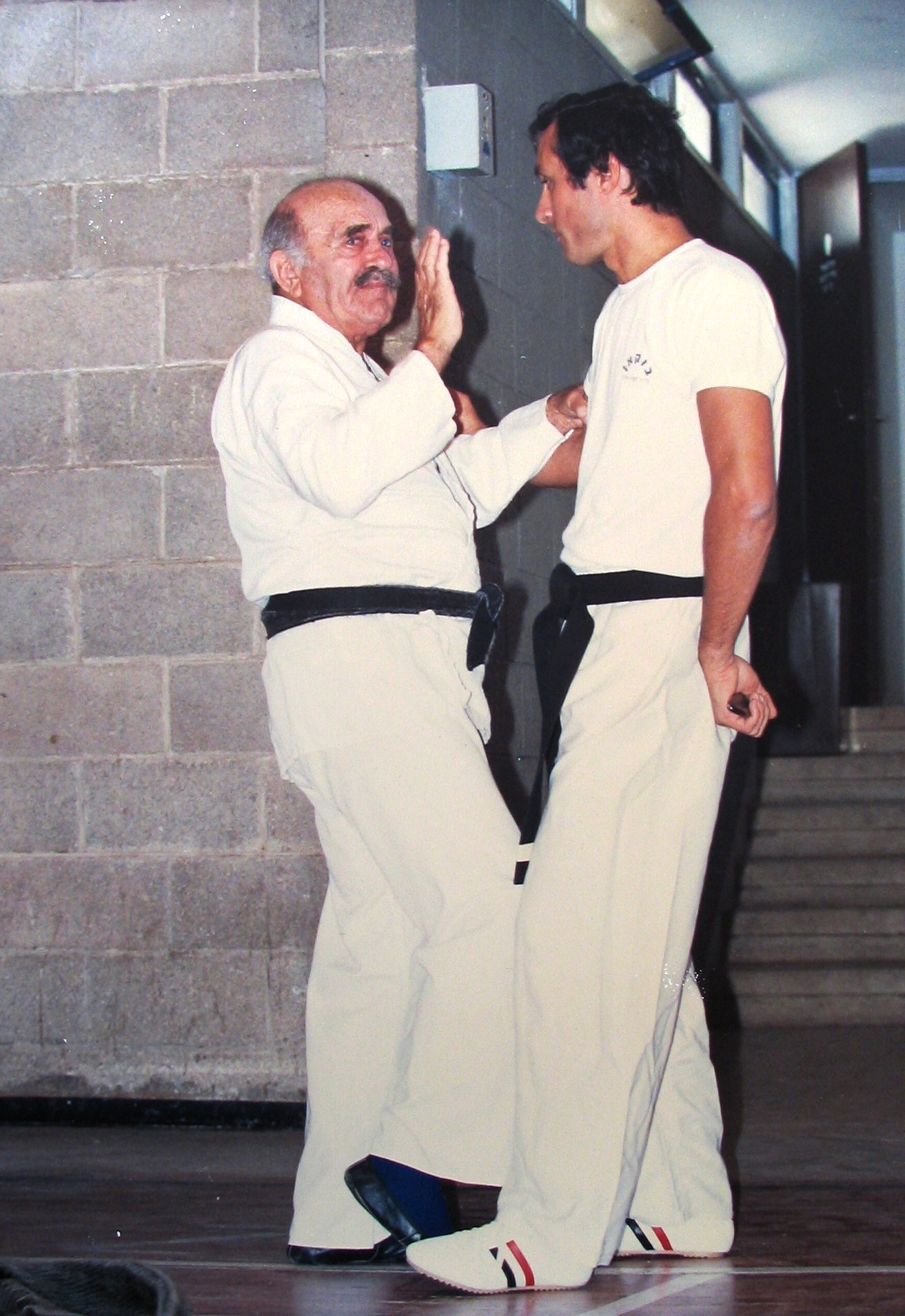
Imi (E) e Yaron Lichtenstein